# 2018年度の将棋界
2018年度の将棋界（2018ねんどのしょうぎかい）では、2018年（平成30年）4月から2019年（平成31年）3月の将棋界に関する出来事について記述する。

## できごと
タイトル戦の結果ならびに新記録などの初めておきた出来事に関しては太字で表示する。

### 2018年4月
- 1日
  - 女流棋士２級昇級規定が変更[1]。
  - 棋聖戦へのヒューリックの特別協賛に伴い、棋戦名が「ヒューリック杯棋聖戦」となる[2]。
- 2日 - 第45回将棋大賞が発表され、最優秀棋士賞に羽生善治竜王が2年ぶり22回目の受賞[3]。詳細は2017年度の将棋界#将棋大賞を参照。
- 10日 - 第11期マイナビ女子オープン五番勝負第1局が行われ、加藤桃子女王が先勝（加藤桃子女王 1-0 西山朋佳奨励会三段）[4][5]。
- 11・12日 - 第76期名人戦七番勝負第1局が行われ、羽生善治竜王が先勝（羽生善治竜王 1-0 佐藤天彦名人）。この対局で羽生が史上2人目の公式戦通算1400勝を達成[6][7]。
- 14日 - 第3期叡王戦決勝七番勝負第1局が行われ、高見泰地六段が先勝（高見泰地六段 1-0 金井恒太六段）[8][9]。
- 19・20日 - 第76期名人戦七番勝負第2局が行われ、佐藤天彦名人が勝ち1勝1敗に（佐藤天彦名人 1-1 羽生善治竜王）[10][7]。
- 25日 - 第11期マイナビ女子オープン五番勝負第2局が行われ、西山朋佳奨励会三段が勝ち1勝1敗に（西山朋佳奨励会三段 1-1 加藤桃子女王）[11][5]。
- 28日 - 第3期叡王戦決勝七番勝負第2局が行われ、高見泰地六段が2連勝（高見泰地六段 2-0 金井恒太六段）[12][9]。
- 29日
  - 第11回世田谷花みず木女流オープン戦が行われ、決勝で中村真梨花女流三段が渡部愛女流二段に勝ち3年ぶり3回目の優勝[13]。
  - 加藤一二三九段が旭日小綬章を受章。将棋界での叙勲者は27人目[14]。

### 2018年5月
- 1日
  - 第89期ヒューリック杯棋聖戦挑戦者決定戦が行われ、豊島将之八段（対三浦弘行九段）が勝利し、羽生善治棋聖への挑戦権を獲得[15]。
  - 瀬川晶司五段の自伝的小説「泣き虫しょったんの奇跡」の映画化を発表。監督豊田利晃、主演松田龍平で2018年秋公開[16][17]。
- 8・9日 - 第76期名人戦七番勝負第3局が行われ、羽生善治竜王が勝ち2勝目（羽生善治竜王 2-1 佐藤天彦名人）[18][7]。
- 9日 - 第29期女流王位戦五番勝負第1局が行われ、渡部愛女流二段が先勝（渡部愛女流二段 1-0 里見香奈女流王位）[19][20]。
- 12日 - 第3期叡王戦決勝七番勝負第3局が行われ、高見泰地六段が3連勝。初タイトルに王手をかける（高見泰地六段 3-0 金井恒太六段）[21][9]。
- 15日 - 「上州YAMADAチャレンジ杯」を「YAMADAチャレンジ杯」に、「女子将棋YAMADAチャレンジ杯」を「YAMADA女流チャレンジ杯」へと名称変更[22]。
- 16日 - 第11期マイナビ女子オープン五番勝負第3局が行われ、西山朋佳奨励会三段が連勝。初タイトルに王手をかける（西山朋佳奨励会三段 2-1 加藤桃子女王）[23][5]。
- 18日 - 藤井聡太六段が、第31期竜王戦5組ランキング戦準決勝（対船江恒平六段）に勝ち、竜王ランキング戦連続昇級となり加藤一二三九段の最年少記録（17歳3ヵ月）を塗り替える15歳9か月で最年少七段に昇段[24]。
- 19・20日 - 第76期名人戦七番勝負第4局が行われ、佐藤天彦名人が勝ち2勝2敗のタイに戻す（佐藤天彦名人 2-2 羽生善治竜王）[25]。
- 20日 - 山口英夫八段が76歳で死去[26]。
- 22日
  - 第29期女流王位戦五番勝負第2局が行われ、里見香奈女流王位が勝ち1勝1敗に（里見香奈女流王位 1-1 渡部愛女流二段）[27]。
  - AbemaTVが羽生善治竜王着想のフィッシャールールを採用した早指し戦、第1回「AbemaTVトーナメント Inspired by 羽生善治」の開催を発表[28]。
- 24日 - 第11期マイナビ女子オープン五番勝負第4局が行われ、西山朋佳奨励会三段が3連勝し女王を奪取。タイトル挑戦2度目にして初タイトルを獲得（西山朋佳奨励会三段 3-1 加藤桃子女王）[29][5]。
- 25日 - 第26回関西囲碁将棋記者クラブ賞の発表があり、将棋部門で菅井竜也王位が受賞（初）。特別賞を藤井聡太七段が受賞[30]。
- 26日 - 第3期叡王戦決勝七番勝負第4局が行われ、高見泰地六段が4連勝。タイトル戦初挑戦で初タイトルの叡王を獲得（高見泰地六段 4-0 金井恒太六段）[31][9]。
- 29・30日 - 第76期名人戦七番勝負第5局が行われ、佐藤天彦名人が勝ち名人位防衛に王手（佐藤天彦名人 3-2 羽生善治竜王）[32][7]。
- 30日 - 第29期女流王位戦五番勝負第3局が行われ、渡部愛女流二段が勝ち初タイトル獲得に王手（渡部愛女流二段 2-1 里見香奈女流王位）[33][20]。

### 2018年6月
- 1日 - 八段昇段規定に「タイトル2期獲得」が追加[34]。
- 4日 - 第59期王位戦挑戦者決定戦が行われ、豊島将之八段が羽生善治竜王を破り、菅井竜也王位への挑戦を決める[35][36]。平成生まれどうしのタイトル戦は史上初となる[37]。
- 6日 - 第89期ヒューリック杯棋聖戦五番勝負第1局が行われ、豊島将之八段が先勝（豊島将之八段 1-0 羽生善治棋聖）[38][39]。
- 9日 - 第68回1dayトーナメント「第3回坪井カップ」が行われ、決勝戦で島井咲緒里女流二段が渡部愛女流二段に勝利し11回目の優勝[40]。
- 13日 - 第29期女流王位戦五番勝負第4局が行われ、渡部愛女流二段が勝ち、タイトル戦初挑戦で初タイトルの女流王位を獲得（渡部愛女流二段 3-1 里見香奈女流王位）[41][20]。
- 16日 - 第89期ヒューリック杯棋聖戦五番勝負第2局が行われ、羽生善治棋聖が勝ち1勝1敗に（羽生善治棋聖 1-1 豊島将之八段）[42][39]。
- 19・20日 - 第76期名人戦七番勝負第6局が行われ、佐藤天彦名人が勝ち名人位を防衛（名人位3連覇）。（佐藤天彦名人 4-2 羽生善治竜王）[43][7]
- 30日 - 第89期ヒューリック杯棋聖戦五番勝負第3局が行われ、豊島将之八段が勝ち2勝1敗となり、初タイトルに王手をかける（豊島将之八段 2-1 羽生善治棋聖）[44][39]。

### 2018年7月
- 4・5日 - 第59期王位戦七番勝負第1局が行われ、 菅井竜也王位が先勝（菅井竜也王位 1-0 豊島将之八段）[45][36]。
- 10日 - 第89期ヒューリック杯棋聖戦五番勝負第4局が行われ、羽生善治棋聖が勝ち2勝2敗のタイとなる（羽生善治棋聖 2-2 豊島将之八段）[46][39]。
- 17日 - 第89期ヒューリック杯棋聖戦五番勝負第5局が行われ、豊島将之八段が勝ち、初タイトルの棋聖を獲得（豊島将之八段 3-2 羽生善治棋聖）[47][39]。8タイトルになってからは初めて、それ以前を含めても1987年以来31年ぶりにタイトルホルダーが全員1冠ずつの群雄割拠状態となる[47]。
- 24・25日 - 第59期王位戦七番勝負第2局が行われ、豊島将之棋聖が勝ち1勝1敗に(菅井竜也王位 1-1 豊島将之棋聖)[48][36]。
- 27日 - 第66期王座戦挑戦者決定戦が行われ、斎藤慎太郎七段が渡辺明棋王を破り、中村太地王座への挑戦を決める。[49][50]。

### 2018年8月
- 1・2日 - 第59期王位戦七番勝負第3局が行われ、菅井竜也王位が勝ち2勝1敗(菅井竜也王位 2-1 豊島将之棋聖)[51][36]。
- 19日
  - 第4回YAMADA女流チャレンジ杯の決勝が行われ、中澤沙耶女流初段が石本さくら女流初段を破り初優勝[52][53]。
  - 第3回YAMADAチャレンジ杯の決勝が行われ、大橋貴洸四段が近藤誠也五段を破り初優勝[54][55]。
- 22・23日 - 第59期王位戦七番勝負第4局が行われ、豊島将之棋聖が勝ち2勝2敗のタイに戻す(豊島将之棋聖 2-2 菅井竜也王位)[56][36]。
- 27日 - 三浦弘行九段が第60期王位戦予選で中川大輔八段に勝ち、54人目となる公式戦通算600勝(将棋栄誉賞)を達成[57]。
- 29・30日 - 第59期王位戦七番勝負第5局が行われ、菅井竜也王位が勝ち3勝目をあげタイトル防衛に王手(菅井竜也王位 3-2 豊島将之棋聖)[58][36]。

### 2018年9月
- 4日 - 第66期王座戦五番勝負第1局が行われ、斎藤慎太郎七段が先勝(斎藤慎太郎七段 1-0 中村太地王座)[59][50]。
- 7日
  - 瀬川晶司五段の自伝的映画「泣き虫しょったんの奇跡」が公開[60]。
  - 第31期竜王戦挑戦者決定戦第3局が行われ、広瀬章人八段が深浦康市九段を破り、羽生善治竜王への挑戦権を獲得[61][62]。
- 8日 - 第40期霧島酒造杯女流王将戦の挑戦者決定戦が放映され、加藤桃子初段が伊藤沙恵女流二段を破り、里見香奈女流王将への挑戦権を獲得[63][64]。
- 9日 - 第1回AbemaTVトーナメントが放映され、藤井聡太七段が佐々木勇気六段を破り初代王者となった[65]。
- 10日 - 第8期リコー杯女流王座戦の挑戦者決定戦が行われ、清水市代女流六段が伊藤沙恵女流二段を破り、里見香奈女流王座への挑戦権を獲得[66][67]。49歳8ヶ月でのタイトル挑戦権獲得は女流最年長記録[68]。
- 10・11日 - 第59期王位戦七番勝負第6局が行われ、豊島将之棋聖が勝ち再びタイに戻す(豊島将之棋聖 3-3 菅井竜也王位)[69][36]。
- 20日 - 第66期王座戦五番勝負第2局が行われ、斎藤慎太郎七段が2連勝で初タイトルに王手(斎藤慎太郎七段 2-0 中村太地王座)[70][50]。
- 25日 - 第26期銀河戦の決勝が放映され、佐藤天彦名人が行方尚史八段を破り初優勝[71][72]。
- 26・27日 - 第59期王位戦七番勝負第7局が行われ豊島将之棋聖が勝ち4勝3敗(菅井竜也王位 3-4 豊島将之棋聖)豊島棋聖は自身初の王位のタイトルを獲得。昨年度羽生善治竜王以来の2冠を達成[73][36]。
- 28日 - 第26期大山名人杯倉敷藤花戦の挑戦者決定戦が行われ、谷口由紀女流二段が中村真梨花女流三段を破り、里見香奈倉敷藤花への挑戦権を獲得[74][75]。

### 2018年10月
- 1日 - 谷川浩司九段がテレビ棋戦に勝ち、公式戦通算1300勝を達成。史上5人目・年少記録2位（56歳5カ月）・速度記録2位（41年9カ月）・勝率記録4位（.610）での達成[76]。
- 2日 - 第66期王座戦五番勝負第3局が行われ、中村太地王座が勝ち1勝目(中村太地王座 1-2 斎藤慎太郎七段)[77][50]。
- 7日 - 第12回白瀧あゆみ杯争奪 新人登竜門戦の決勝戦が行われ、塚田恵梨花女流1級が藤井奈々女流2級に勝ち初優勝[78][79]。
- 11・12日 - 第31期竜王戦七番勝負第1局が行われ、羽生善治竜王が先勝(羽生善治竜王 1-0 広瀬章人八段)[80][62]。
- 13日 - 第40期霧島酒造杯女流王将戦三番勝負第1局が行われ、里見香奈女流王将が先勝(里見香奈女流王将 1-0 加藤桃子奨励会初段)[81][64]。
- 16日 - 第66期王座戦五番勝負第4局が行われ、中村太地王座が勝ち2勝2敗に戻し勝負は最終局に(中村太地王座 2-2 斎藤慎太郎七段)[82][50]。
- 17日 - 第49期新人王戦決勝三番勝負第2局が行われ、藤井聡太七段が出口若武奨励会三段に2連勝で初優勝。16歳2ヵ月で最年少優勝記録を31年ぶりに更新[83][84][85]。
- 19日 - 第40期霧島酒造杯女流王将戦三番勝負第2局が行われ、里見香奈女流王将が連勝し女流王将防衛し4連覇(里見香奈女流王将 2-0 加藤桃子奨励会初段)[86][64]。
- 20日 - 第8期加古川青流戦三番勝負第2局が行われ、大橋貴洸四段が梶浦宏孝四段に勝ち、2連勝で初優勝[87][88]。
- 23日 - 第8期リコー杯女流王座戦五番勝負第1局が行われ、里見香奈女流王座が先勝(里見香奈女流王座 1-0 清水市代女流六段)[89][67]。
- 23・24日 - 第31期竜王戦七番勝負第2局が行われ、羽生善治竜王が2連勝(羽生善治竜王 2-0 広瀬章人八段)[90][62]。
- 30日 - 第66期王座戦五番勝負第5局が行われ、斎藤慎太郎七段がが勝ち、初タイトルの王座を獲得(斎藤慎太郎七段 3-2 中村太地王座)[91][50]。

### 2018年11月
- 1・2日 - 第31期竜王戦七番勝負第3局が行われ、広瀬章人八段が1勝目(広瀬章人八段 1-2 羽生善治竜王)[92][62]。
- 2日 - 羽生善治竜王が紫綬褒章を受章。将棋界での褒章受賞者は15人目[93]。
- 6日 - 第26期大山名人杯倉敷藤花戦三番勝負第1局が行われ、里見香奈倉敷藤花が先勝(里見香奈女流王座 1-0 谷口由紀女流二段)[94][75]。
- 8日 - 第8期リコー杯女流王座戦五番勝負第2局が行われ、里見香奈女流王座が2連勝(里見香奈女流王座 2-0 清水市代女流六段)[95][67]。
- 9日 - AbemaTVトーナメントの成功を受けフィッシャールールを採用した早指し戦、第1回「女流AbemaTVトーナメント」の開催を発表[96]。
- 13日 - 第45期岡田美術館杯女流名人戦女流名人リーグ9回戦（最終局）の一斉対局が行われ、伊藤沙恵女流二段が8勝1敗で里見香奈女流名人への挑戦を決める[97][98]。
- 19日 - 第39回将棋日本シリーズ JTプロ公式戦の決勝戦が行われ、渡辺明棋王が菅井竜也七段を破り、3年ぶり2回目の優勝[99][100]。
- 21日
  - 羽生善治竜王が史上7人目の通算2000局を達成。年少記録（48歳1ヶ月25日）・速度記録（32年11ヶ月3日）・勝率記録（.709）で歴代1位[101]。
  - 第8期リコー杯女流王座戦五番勝負第3局が行われ、里見香奈女流王座が3連勝で女流王座防衛を決める(里見香奈女流王座 3-0 清水市代女流六段)[102][67]。
- 24日 - 第26期大山名人杯倉敷藤花戦第2局が行われ、里見香奈倉敷藤花が2連勝で倉敷藤花防衛を決める(里見香奈倉敷藤花 2-0  谷口由紀女流二段)[103][75]。
- 24・25日 - 第31期竜王戦七番勝負第4局が行われ、広瀬章人八段が2連勝で2勝2敗のタイに戻す(広瀬章人八段 2-2 羽生善治竜王)[104][62]。

### 2018年12月
- 3日 - 第68期王将戦挑戦者決定リーグ戦のプレーオフが行われ、渡辺明棋王が糸谷哲郎八段を破り、久保利明王将への挑戦を決める[105][106]。
- 4・5日 - 第31期竜王戦七番勝負第5局が行われ、羽生善治竜王が勝ち、タイトル100期に王手(羽生善治竜王 3-2 広瀬章人八段)[107][62]。
- 8日 - 第69回1dayトーナメント「Minervaカップ2018」が行われ、渡部愛女流王位が上川香織女流二段を破り13回目の優勝[108]。
- 12日
  - ヒューリックと日本将棋連盟が共催する形で、新しい女流タイトル戦であるヒューリック杯清麗戦を2019年から開催することを発表[109][110]。女流タイトル戦は7つとなる。
  - 藤井聡太七段がこの日行われた第27期銀河戦本戦Eブロック6回戦（対阿部健治郎七段、2019年3月5日放送）に勝利し、最速（2年2ヶ月11日）・最年少（16歳4ヶ月23日）・最高勝率（.847）での公式戦通算100勝を達成[111]。
- 12・13日 - 第31期竜王戦七番勝負第6局が行われ、広瀬章人八段が勝ち勝負は最終局に(広瀬章人八段 3-3 羽生善治竜王)[112][62]。
- 14日 - 王将戦へのイートアンド（大阪王将の運営企業）の特別協賛に伴い、第69期より棋戦名が「大阪王将杯王将戦」となる[113]。
- 17日 - 第44期棋王戦挑戦者決定トーナメント・挑戦者決定二番勝負第1局が行われ、決勝勝者の広瀬章人八段が敗者復活戦勝者の佐藤天彦名人に勝ち、渡辺明棋王への挑戦を決める[114]。
- 20・21日 - 第31期竜王戦七番勝負最終第7局が行われ、広瀬章人八段が勝ち、竜王初獲得[115][62]。羽生善治は27年ぶりの無冠となった。

### 2019年1月
- 3日 - 第1回「女流AbemaTVトーナメント」決勝が放映され、伊藤沙恵女流二段が里見香奈女流四冠を破り初代王者となった[116]。
- 7日 - 渡辺明棋王が第4期叡王戦本戦で斎藤慎太郎王座に勝ち、55人目となる公式戦通算600勝(将棋栄誉賞)を達成[117]。
- 13・14日 - 第68期王将戦七番勝負第1局が行われ、渡辺明棋王が先勝（久保利明王将 0-1 渡辺明棋王）[118][106]。
- 20日 - 第45期岡田美術館杯女流名人戦五番勝負第1局が行われ、里見香奈女流名人が先勝（里見香奈女流名人 1-0 伊藤沙恵女流二段）[119][98]。
- 26、27日 - 第68期王将戦七番勝負第2局が行われ、渡辺明棋王が連勝（久保利明王将 0-2 渡辺明棋王）[120][106]。
- 27日 - 第45期岡田美術館杯女流名人戦五番勝負第2局が行われ、里見香奈女流名人が連勝し防衛に王手（里見香奈女流名人 2-0 伊藤沙恵女流二段）[121][98]。

### 2019年2月
- 2日 - 第44期棋王戦五番勝負第1局が行われ、渡辺明棋王が先勝（渡辺明棋王 1-0 広瀬章人竜王）[122][123]。
- 6・7日 - 第68期王将戦七番勝負第3局が行われ、渡辺明棋王が3連勝し奪還に王手（久保利明王将 0-3 渡辺明棋王）[124][106]。
- 10日
  - 第44期棋王戦五番勝負第2局が行われ、渡辺明棋王が連勝し防衛に王手（渡辺明棋王 2-0 広瀬章人竜王）[125][123]。
  - 第45期岡田美術館杯女流名人戦五番勝負第3局が行われ、伊藤沙恵女流二段が勝ち1勝を返す（里見香奈女流名人 2-1 伊藤沙恵女流二段）[126][98]。
- 11日 - 第4期叡王戦挑戦者決定三番勝負第1局が行われ、永瀬拓矢七段が先勝し挑戦に王手（菅井竜也七段 0-1 永瀬拓矢七段）[127]。
- 16日 - 第12回朝日杯将棋オープン戦準決勝・決勝が行われ、藤井聡太七段が渡辺明棋王を下し二連覇[128]、最年少棋戦連覇記録を更新（16歳6ヶ月）[129]。
- 18日 - 第45期岡田美術館杯女流名人戦五番勝負第4局が行われ、里見香奈女流名人が勝ち女流名人防衛を決める（里見香奈女流名人 3-1 伊藤沙恵女流二段）[130][98]。これにより里見は女流名人戦10連覇を達成[130]。
- 19日 - 第4期叡王戦挑戦者決定三番勝負第2局が行われ、菅井竜也七段が勝ち、決着は最終第3局へ（菅井竜也七段 1-1 永瀬拓矢七段）[131]。
- 22日 - 第4期叡王戦挑戦者決定三番勝負最終第3局が行われ、永瀬拓矢七段が勝ち、高見泰地叡王への挑戦を決める（菅井竜也七段 1-2 永瀬拓矢七段）[132]。
- 24・25日 - 第68期王将戦七番勝負第4局が行われ、渡辺明棋王がストレートの4連勝で5年ぶりに王将に復位（久保利明王将 0-4 渡辺明棋王）[133][106]。これにより渡辺は1年2ヶ月ぶりに二冠となる。

### 2019年3月
- 1日 - 第77期順位戦A級最終局一斉対局が行われ、単独トップであった豊島将之二冠が久保利明九段に勝利し8勝1敗とし、佐藤天彦名人への挑戦を決める[134][7]。
- 8日 - 第12期マイナビ女子オープン挑戦者決定戦が行われ、里見香奈女流四冠が加藤桃子奨励会初段を破り、西山朋佳女王への挑戦を決める[135]。
- 10日 - 第44期棋王戦五番勝負第3局が行われ、広瀬章人竜王が勝利し1勝を返す（渡辺明棋王 2-1 広瀬章人竜王）[136][123]。
- 15日 - 第30期女流王位戦挑戦者決定戦が行われ、里見香奈女流四冠が清水市代女流六段を破り、渡部愛女流王位への挑戦を決める[137]。
- 17日
  - 第68回NHK杯テレビ将棋トーナメント決勝戦が放映され、羽生善治九段が郷田真隆九段を下して優勝。これにより、一般棋戦優勝が45回目となり大山康晴十五世名人が持っていた一般棋戦優勝の通算最多記録を更新[138]。
  - 第44期棋王戦五番勝負第4局が行われ、渡辺明棋王が勝ち棋王防衛を決める（渡辺明棋王 3-1 広瀬章人竜王）[139]。
  - 第70回1dayトーナメント「第12回武蔵国府中けやきカップ・将棋女流棋士1dayトーナメント」が行われ、礒谷真帆初段が堀彩乃2級を破り初優勝[140]。
- 27日 - 加藤桃子奨励会初段が奨励会退会届及び女流棋士申請書を提出したことが発表された。連盟はこれを受理し、加藤桃は4月1日付けで女流棋士に転向する。規定通りであれば女流初段からのスタートであるが、奨励会時代の女王4期・女流王座4期の実績を考慮されて女流三段とされた[141]。

## 記録

### タイトル戦
| 棋戦                 | 勝者       | 勝者       | 開催時期      | 番勝負                 | 番勝負 | 番勝負                 | 備考             | 注      |
| 棋戦                 | 勝者       | 勝者       | 開催時期      | 在位者                 | 勝敗   | 挑戦者                 | 備考             | 注      |
| -------------------- | ---------- | ---------- | ------------- | ---------------------- | ------ | ---------------------- | ---------------- | ------- |
| 名人戦               | 第76期名人 | 佐藤天彦   | 2018年4-6月   | 佐藤天彦 名人          | 4-2    | 羽生善治 竜王          | 3期連続(通算3期) | [ 7 ]   |
| 叡王戦               | 第3期叡王  | 高見泰地   | 2018年4-6月   | (挑戦者) 金井恒太 六段 | 0-4    | (挑戦者) 高見泰地 六段 | 初タイトル       | [ 9 ]   |
| ヒューリック杯棋聖戦 | 第89期棋聖 | 豊島将之   | 2018年6-7月   | 羽生善治 棋聖          | 2-3    | 豊島将之 八段          | 初タイトル       | [ 39 ]  |
| 王位戦               | 第59期王位 | 豊島将之   | 2018年7-9月   | 菅井竜也 王位          | 3-4    | 豊島将之 棋聖          | 初王位           | [ 36 ]  |
| 王座戦               | 第66期王座 | 斎藤慎太郎 | 2018年9-10月  | 中村太地 王座          | 2-3    | 斎藤慎太郎 七段        | 初タイトル       | [ 50 ]  |
| 竜王戦               | 第31期竜王 | 広瀬章人   | 2018年10-12月 | 羽生善治 竜王          | 3-4    | 広瀬章人 八段          | 初竜王           | [ 62 ]  |
| 王将戦               | 第68期王将 | 渡辺明     | 2019年1-3月   | 久保利明 王将          | 0-4    | 渡辺明 棋王            | 5年ぶり(通算3期) | [ 106 ] |
| 棋王戦               | 第44期棋王 | 渡辺明     | 2019年2-3月   | 渡辺明 棋王            | 3-1    | 広瀬章人 竜王          | 7期連続(通算7期) | [ 123 ] |

- 第3期叡王戦は今期よりタイトル戦のため番勝負は両者挑戦者となる。上記表では便宜上、上位者となる金井を在位者の枠に入れてある。

### その他の棋戦
| 新：新人棋戦 非：非公式戦 |

| 棋戦                  | 類 | 回 | 優勝者       | 決勝開催日          | 準優勝者       | 備考           | 注      |
| --------------------- | -- | -- | ------------ | ------------------- | -------------- | -------------- | ------- |
| YAMADAチャレンジ杯    | 新 | 3  | 大橋貴洸四段 | 2018年8月19日       | 近藤誠也五段   | 初優勝         | [ 55 ]  |
| AbemaTVトーナメント   | 非 | 1  | 藤井聡太七段 | 2018年9月9日(放送)  | 佐々木勇気六段 | 初優勝         | [ 65 ]  |
| 銀河戦                |    | 26 | 佐藤天彦名人 | 2018年9月26日(放送) | 行方尚史八段   | 初優勝         | [ 72 ]  |
| 新人王戦              | 新 | 49 | 藤井聡太七段 | 2018年10月17日      | 出口若武三段   | 初優勝(最年少) | [ 85 ]  |
| 加古川青流戦          | 新 | 8  | 大橋貴洸四段 | 2018年10月20日      | 梶浦宏孝四段   | 初優勝         | [ 88 ]  |
| 将棋日本シリーズ      |    | 39 | 渡辺明棋王   | 2018年11月18日      | 菅井竜也七段   | 3年ぶり2回目   | [ 100 ] |
| 朝日杯将棋オープン戦  |    | 12 | 藤井聡太七段 | 2019年2月16日       | 渡辺明棋王     | 2年連続2回目   | [ 142 ] |
| NHK杯将棋トーナメント |    | 68 | 羽生善治九段 | 2019年3月17日(放送) | 郷田真隆九段   | 7年ぶり11回目  | [ 143 ] |

### 女流タイトル戦
| 棋戦                   | 勝者           | 勝者     | 開催時期      | 番勝負           | 番勝負 | 番勝負             | 備考               | 注     |
| 棋戦                   | 勝者           | 勝者     | 開催時期      | 在位者           | 勝敗   | 挑戦者             | 備考               | 注     |
| ---------------------- | -------------- | -------- | ------------- | ---------------- | ------ | ------------------ | ------------------ | ------ |
| マイナビ女子オープン   | 第11期女王     | 西山朋佳 | 2018年4-5月   | 加藤桃子 女王    | 1-3    | 西山朋佳奨励会三段 | 初タイトル         | [ 5 ]  |
| 女流王位戦             | 第29期女流王位 | 渡部愛   | 2018年5-6月   | 里見香奈女流王位 | 1-3    | 渡部愛女流二段     | 初タイトル         | [ 20 ] |
| 霧島酒造杯女流王将戦   | 第40期女流王将 | 里見香奈 | 2018年10月    | 里見香奈女流王将 | 2-0    | 加藤桃子初段       | 4期連続(通算7期)   | [ 64 ] |
| リコー杯女流王座戦     | 第8期女流王座  | 里見香奈 | 2018年10-11月 | 里見香奈女流王座 | 3-0    | 清水市代女流六段   | 3期連続(通算4期)   | [ 67 ] |
| 大山名人杯倉敷藤花戦   | 第26期倉敷藤花 | 里見香奈 | 2018年11月    | 里見香奈倉敷藤花 | 2-0    | 谷口由紀女流二段   | 4期連続(通算9期)   | [ 75 ] |
| 岡田美術館杯女流名人戦 | 第45期女流名人 | 里見香奈 | 2019年1-2月   | 里見香奈女流名人 | 3-1    | 伊藤沙恵女流二段   | 10期連続(通算10期) | [ 98 ] |

### その他の女流棋戦
| 新：新人棋戦 L：LPSA主催 非：非公式戦 |

| 棋戦                         | 類    | 回 | 優勝者             | 決勝開催日         | 準優勝者           | 備考         | 注      |
| ---------------------------- | ----- | -- | ------------------ | ------------------ | ------------------ | ------------ | ------- |
| 世田谷花みず木女流オープン戦 | 非    | 11 | 中村真梨花女流三段 | 2018年4月29日      | 渡部愛女流二段     | 3年ぶり3回目 | [ 144 ] |
| 1dayトーナメント             | L     | 68 | 島井咲緒里女流二段 | 2018年6月9日       | 渡部愛女流二段     | 11回目       | [ 40 ]  |
| 1dayトーナメント             | L     | 69 | 渡部愛女流王位     | 2018年12月8日      | 上川香織女流二段   | 13回目       | [ 108 ] |
| 1dayトーナメント             | L     | 70 | 礒谷真帆女流初段   | 2019年3月17日      | 堀彩乃女流2級      | 初優勝       | [ 140 ] |
| YAMADA女流チャレンジ杯       |       | 4  | 中澤沙耶女流初段   | 2018年8月19日      | 石本さくら女流初段 | 初優勝       | [ 53 ]  |
| 白瀧あゆみ杯争奪戦           | 非/新 | 12 | 塚田恵梨花女流1級  | 2018年10月7日      | 藤井奈々女流2級    | 初優勝       | [ 79 ]  |
| 女流AbemaTVトーナメント      | 非    | 1  | 伊藤沙恵女流二段   | 2019年1月3日(放送) | 里見香奈女流四冠   | 初優勝       | [ 116 ] |

### 順位戦
第77期順位戦（2018年6月 - 2019年3月）
| 次期クラス | 棋士       | 成績            | 注      |
| ---------- | ---------- | --------------- | ------- |
| A級        | 渡辺明     | B級1組(12勝0敗) | [ 145 ] |
| A級        | 木村一基   | B級1組(8勝4敗)  | [ 145 ] |
| B級1組     | 永瀬拓矢   | B級2組(10勝0敗) | [ 146 ] |
| B級1組     | 千田翔太   | B級2組(9勝1敗)  | [ 146 ] |
| B級2組     | 近藤誠也   | C級1組(9勝1敗)  | [ 147 ] |
| B級2組     | 杉本昌隆   | C級1組(9勝1敗)  | [ 147 ] |
| C級1組     | 及川拓馬   | C級2組(10勝0敗) | [ 148 ] |
| C級1組     | 佐藤和俊   | C級2組(9勝1敗)  | [ 148 ] |
| C級1組     | 石井健太郎 | C級2組(8勝2敗)  | [ 148 ] |

| 次期クラス   | 棋士       | 成績            | 注      |
| ------------ | ---------- | --------------- | ------- |
| B級1組       | 深浦康市   | A級(2勝7敗)     | [ 149 ] |
| B級1組       | 阿久津主税 | A級(1勝8敗)     | [ 149 ] |
| B級2組       | 橋本崇載   | B級1組(3勝9敗)  | [ 145 ] |
| B級2組       | 野月浩貴   | B級1組(3勝9敗） | [ 145 ] |
| C級1組       | 先崎学     | B級2組(1勝9敗)  | [ 146 ] |
| C級2組       | 泉正樹     | C級1組(3勝7敗)  | [ 147 ] |
| C級2組       | 近藤正和   | C級1組(3勝7敗)  | [ 147 ] |
| C級2組       | 田中寅彦   | C級1組(3勝7敗)  | [ 147 ] |
| C級2組       | 富岡英作   | C級1組(3勝7敗)  | [ 147 ] |
| C級2組       | 福崎文吾   | C級1組(2勝8敗)  | [ 147 ] |
| フリークラス | 渡辺正和   | C級2組(0勝10敗) | [ 148 ] |
| フリークラス | 泉正樹     | 宣言            | [ 150 ] |
| フリークラス | 脇謙二     | 宣言            | [ 150 ] |

### 竜王ランキング戦
第31期竜王戦ランキング戦（2017年12月 - 2018年9月）
| 次期クラス | 棋士           | 成績    | 注      |
| ---------- | -------------- | ------- | ------- |
| 1組        | 三浦弘行九段   | 2組優勝 | [ 151 ] |
| 1組        | 深浦康市九段   | 2組2位  | [ 151 ] |
| 1組        | 山崎隆之八段   | 2組3位  | [ 151 ] |
| 1組        | 木村一基九段   | 2組3位  | [ 151 ] |
| 2組        | 千葉幸生六段   | 3組優勝 | [ 152 ] |
| 2組        | 斎藤慎太郎七段 | 3組2位  | [ 152 ] |
| 2組        | 西川和宏六段   | 3組3位  | [ 152 ] |
| 2組        | 佐々木勇気七段 | 3組3位  | [ 152 ] |
| 3組        | 増田康宏六段   | 4組優勝 | [ 153 ] |
| 3組        | 三枚堂達也六段 | 4組2位  | [ 153 ] |
| 3組        | 八代弥六段     | 4組3位  | [ 153 ] |
| 3組        | 遠山雄亮六段   | 4組3位  | [ 153 ] |
| 4組        | 藤井聡太七段   | 5組優勝 | [ 154 ] |
| 4組        | 石田直裕五段   | 5組2位  | [ 154 ] |
| 4組        | 船江恒平六段   | 5組3位  | [ 154 ] |
| 4組        | 千田翔太六段   | 5組3位  | [ 154 ] |
| 5組        | 都成竜馬五段   | 6組優勝 | [ 155 ] |
| 5組        | 大橋貴洸四段   | 6組2位  | [ 155 ] |
| 5組        | 瀬川晶司六段   | 6組3位  | [ 155 ] |
| 5組        | 上村亘四段     | 6組3位  | [ 155 ] |

| 次期クラス | 棋士           | 成績                      | 注      |
| ---------- | -------------- | ------------------------- | ------- |
| 2組        | 郷田真隆九段   | 5位決定戦 初戦敗退        | [ 156 ] |
| 2組        | 阿久津主税八段 | 5位決定戦 初戦敗退        | [ 156 ] |
| 2組        | 藤井猛九段     | 5位決定戦 初戦敗退        | [ 156 ] |
| 2組        | 高橋道雄九段   | 5位決定戦 初戦敗退        | [ 156 ] |
| 3組        | 真田圭一八段   | 2組 昇級者決定戦 初戦敗退 | [ 151 ] |
| 3組        | 畠山鎮七段     | 2組 昇級者決定戦 初戦敗退 | [ 151 ] |
| 3組        | 杉本昌隆七段   | 2組 昇級者決定戦 初戦敗退 | [ 151 ] |
| 3組        | 大石直嗣七段   | 2組 昇級者決定戦 初戦敗退 | [ 151 ] |
| 4組        | 及川拓馬六段   | 3組 昇級者決定戦 初戦敗退 | [ 152 ] |
| 4組        | 野月浩貴八段   | 3組 昇級者決定戦 初戦敗退 | [ 152 ] |
| 4組        | 森下卓九段     | 3組 昇級者決定戦 初戦敗退 | [ 152 ] |
| 4組        | 島朗九段       | 3組 昇級者決定戦 初戦敗退 | [ 152 ] |
| 5組        | 中川大輔八段   | 4組残留 決定戦敗退        | [ 153 ] |
| 5組        | 佐藤秀司七段   | 4組残留 決定戦敗退        | [ 153 ] |
| 5組        | 桐山清澄九段   | 4組残留 決定戦敗退        | [ 153 ] |
| 5組        | 増田裕司六段   | 4組残留 決定戦敗退        | [ 153 ] |
| 6組        | 大平武洋六段   | 5組残留 決定戦敗退        | [ 154 ] |
| 6組        | 長岡裕也五段   | 5組残留 決定戦敗退        | [ 154 ] |
| 6組        | 勝又清和六段   | 5組残留 決定戦敗退        | [ 154 ] |
| 6組        | 中田功七段     | 5組残留 決定戦敗退        | [ 154 ] |

### 将棋大賞
第46回将棋大賞
| 各賞             | 受賞者                            | 受賞         | 備考                                                                     |
| ---------------- | --------------------------------- | ------------ | ------------------------------------------------------------------------ |
| 最優秀棋士賞     | 豊島将之二冠                      | 初           |                                                                          |
| 優秀棋士賞       | 渡辺明二冠                        | 3年ぶり6回目 |                                                                          |
| 敢闘賞           | 広瀬章人竜王                      | 8年ぶり2回目 |                                                                          |
| 新人賞           | 大橋貴洸四段                      | 初           |                                                                          |
| 最多対局賞       | 広瀬章人竜王                      | 初           | 64局                                                                     |
| 最多勝利賞       | 佐々木大地五段                    | 初           | 46勝                                                                     |
| 勝率一位賞       | 藤井聡太七段                      | 2年連続2回目 | .849(45勝8敗)                                                            |
| 連勝賞           | 渡辺明二冠                        | 初           | 15連勝 (2018年11月1日 - 2019年1月27日)                                   |
| 最優秀女流棋士賞 | 里見香奈女流四冠                  | 4年連続9回目 |                                                                          |
| 優秀女流棋士賞   | 渡部愛女流王位                    | 初           |                                                                          |
| 女流最多対局賞   | 伊藤沙恵女流二段                  | 2年連続2回目 | 36局                                                                     |
| 東京記者会賞     | 伊藤果八段                        | 初           |                                                                          |
| 升田幸三賞       | 藤井聡太七段                      | 初           | 第31期竜王戦5組ランキング戦決勝 対石田直裕戦（2018年6月5日）の△7七同飛成 |
| 升田幸三賞特別賞 | 丸山忠久九段                      | 初           | 一手損角換わりをはじめとした角換わりの研究                               |
| 名局賞           | ●佐藤天彦名人 ○羽生善治竜王       |              | 第76期名人戦七番勝負第1局                                                |
| 女流名局賞       | ●里見香奈女流王位 ○渡部愛女流二段 |              | 第29期女流王位戦五番勝負                                                 |
| 名局賞特別賞     | ●渡部愛女流二段 ○上田初美女流四段 |              | 第45期女流名人戦 女流名人リーグ                                          |

- 女流棋士賞が優秀女流棋士賞に名称変更。女流名局賞を新設。

### 年度成績一覧
全棋士・全女流棋士 年度成績・通算成績一覧（2019年3月31日時点）
- 全棋士・全女流棋士 年度成績・通算成績 - #1
- 全棋士・全女流棋士 年度成績・通算成績 - #2
- 全棋士・全女流棋士 年度成績・通算成績 - #3
- 全棋士・全女流棋士 年度成績・通算成績 - #4

- 2018年度 棋士成績一覧 / 棋士成績ランキング上位（日本将棋連盟 webサイト）
- 2018年度 女流棋士成績一覧 / 女流棋士成績ランキング上位（日本将棋連盟 webサイト）

## 昇段・引退
| 昇段     | 棋士             | 昇段日         | 昇段理由                        | 注              |
| -------- | ---------------- | -------------- | ------------------------------- | --------------- |
| 四段     | 長谷部浩平       | 2018年04月01日 | 第62回奨励会三段リーグ戦1位     | [ 159 ] [ 160 ] |
| 四段     | 池永天志         | 2018年04月01日 | 第62回奨励会三段リーグ戦2位     | [ 159 ] [ 160 ] |
| 四段     | 本田奎           | 2018年10月01日 | 第63回奨励会三段リーグ戦1位     | [ 161 ]         |
| 四段     | 山本博志         | 2018年10月01日 | 第63回奨励会三段リーグ戦2位     | [ 161 ]         |
| 五段     | 竹内雄悟         | 2018年09月13日 | 勝数規定                        | [ 162 ]         |
| 五段     | 佐々木大地       | 2019年02月20日 | 勝数規定                        | [ 163 ]         |
| 六段     | 増田康宏         | 2018年05月22日 | 竜王ランキング戦連続昇級        | [ 164 ]         |
| 六段     | 阪口悟           | 2018年07月19日 | 勝数規定                        | [ 165 ]         |
| 六段     | 瀬川晶司         | 2018年11月08日 | 勝数規定                        | [ 166 ]         |
| 六段     | 近藤誠也         | 2019年03月05日 | 順位戦B級2組昇級                | [ 167 ]         |
| 七段     | 藤井聡太         | 2018年05月18日 | 竜王ランキング戦連続昇級        | [ 24 ]          |
| 七段     | 宮田敦史         | 2018年05月25日 | 勝数規定                        | [ 168 ]         |
| 七段     | 高見泰地         | 2018年05月26日 | タイトル1期(叡王戦)             | [ 169 ]         |
| 七段     | 片上大輔         | 2018年07月18日 | 勝数規定                        | [ 170 ]         |
| 七段     | 佐々木勇気       | 2018年11月16日 | 竜王ランキング戦連続昇級        | [ 171 ]         |
| 七段     | 西尾明           | 2019年02月13日 | 勝数規定                        | [ 172 ]         |
| 七段     | 千田翔太         | 2019年03月13日 | 順位戦B級1組昇級                | [ 173 ]         |
| 八段     | 西川慶二         | 2018年04月01日 | フリークラス規定により          | [ 160 ]         |
| 八段     | 中田功           | 2019年01月21日 | 勝数規定                        | [ 174 ]         |
| 八段     | 杉本昌隆         | 2019年02月22日 | 勝数規定                        | [ 175 ]         |
|          |                  |                |                                 |                 |
| 昇段(級) | 女流棋士         | 昇段(級)日     | 昇段(級)理由                    | 注              |
| 女流2級  | 水町みゆ         | 2018年05月01日 | 女流棋士規定により              | [ 176 ]         |
| 女流2級  | 藤井奈々         | 2018年06月06日 | 女流王座戦本戦入り              | [ 177 ]         |
| 女流2級  | 加藤圭           | 2018年06月21日 | YAMADA女流チャレンジ杯ベスト4   | [ 178 ]         |
| 女流2級  | 加藤結李愛       | 2018年07月07日 | マイナビ女子オープン本戦入り    | [ 179 ]         |
| 女流2級  | 脇田菜々子       | 2018年11月01日 | 女流棋士規定により              | [ 180 ]         |
| 女流2級  | 礒谷真帆         | 2018年11月01日 | マイナビ女子オープン本戦ベスト8 | [ 181 ]         |
| 女流1級  | 藤井奈々         | 2018年12月27日 | 女流王将戦本戦入り              | [ 182 ]         |
| 女流1級  | 水町みゆ         | 2019年01月18日 | 女流王将戦本戦入り              | [ 183 ]         |
| 女流1級  | 脇田菜々子       | 2019年02月06日 | 女流名人戦予選決勝進出          | [ 184 ]         |
| 女流初段 | 飯野愛           | 2018年04月01日 | 年度指し分け以上(7勝以上)       | [ 160 ]         |
| 女流初段 | 礒谷真帆         | 2018年11月20日 | マイナビ女子オープン本戦ベスト4 | [ 185 ]         |
| 女流二段 | 宮宗紫野         | 2018年07月07日 | 勝数規定                        | [ 186 ]         |
| 女流三段 | 渡部愛           | 2018年06月13日 | タイトル1期(女流王位戦)         | [ 187 ]         |
| 女流四段 | 上田初美         | 2018年05月21日 | 勝数規定                        | [ 188 ]         |
| 女流四段 | 竹部さゆり       | 2019年01月16日 | 勝数規定                        | [ 189 ]         |
| 引退     | 引退者(最終段位) | 最終対局日     | 引退理由                        | 注              |
| 引退     | 中尾敏之 五段    | 2018年08月13日 | フリークラス規定により          | [ 190 ]         |
| 退会     | 竹俣紅 女流初段  | 2019年03月31日 | 退会届提出(12月10日付)          | [ 191 ]         |